# Turnera hatschbachii
Turnera hatschbachii är en passionsblomsväxtart som beskrevs av M.M. Arbo. Turnera hatschbachii ingår i släktet Turnera och familjen passionsblomsväxter. Utöver nominatformen finns också underarten T. h. miniata.